# Lê Nguyên (nhà biên kịch)
Lê Nguyên có tên đầy đủ là Lê Quốc Toàn (1931 - 2019) là nhà báo, nhà thơ, nhà biên kịch điện ảnh người Việt Nam, ông thường viết kịch bản cho phim tài liệu và phim hoạt hình.

## Tiểu sử
Lê Nguyên sinh ngày 25 tháng 9 năm 1931 là con út trong gia đình có 9 anh em tại phố Hàng Thùng, Hà Nội. Gia đình ông sau này bị xếp vào diện tư sản và bị tịch thu nhà. Lê Nguyên từng tham gia vào Hội Hướng đạo sinh của Hoàng Đạo Thúy và được học về âm nhạc và vẽ.
Ông có chú họ là Lê Văn Ngọ còn được biết đến là nhạc sĩ Hoàng Vân.

## Sự nghiệp

### Nhà báo chiến trường
Từ tháng 5 năm 1945, Lê Nguyên và 2 anh trai là Lê Hào, Lê Tuân đã tham gia một số hoạt động nhỏ của lực lượng Việt Minh, vì thư ký riêng của cha họ là một thành viên của lực lượng. Họ nhập ngũ tháng 12-1946, trở thành thiếu sinh quân, cùng trong một trung đội thuộc trung đoàn 91, quân khu Lào Cai từ cuối năm 1946. Sau này họ được phân công đi các tiểu đoàn khác nhau. Lê Nguyên gia nhập Đội võ trang tuyên truyền của khu vực Phú Thọ và Yên Bái, ông lần lượt tham gia làm báo với hai tờ “Thành đồng biên giới” và “Công Đồn”. Lê Nguyên từng có mặt trong các chiến dịch như: Chiến dịch Hoàng Su Phì, Chiến dịch Biên giới, Chiến dịch Hòa Bình, Tây Bắc, Thượng Lào, Lý Thường Kiệt. Năm 1948, mặt trận vỡ, đơn vị tạm thời bị tan rã, Lê Nguyên được gặp anh trai Lê Tuân trong dịp đi công tác ở Yên Bái. Trung đoàn của họ đổi phiên hiệu thành 171 - Trung đoàn Lao Hà. Lê Nguyên và anh cả tiếp tục ở lại trung đoàn, còn Lê Tuân sau khi khi bị sốt rét được chuyển sang làm công tác hậu cần. Khi Trung đoàn ấn hành tờ báo "Biên cương diệt thù", Lê Quốc Toàn đã giới thiệu chú họ là Lê Văn Ngọ vào đơn vị.
Năm 1949, Lê Nguyên được cử đi học Lớp viết văn quân đội khóa I của Tổng cục chính trị được giảng dạy bởi các văn sĩ như Nguyễn Đình Thi, Nguyễn Huy Tưởng, Nguyên Hồng, Tố Hữu và Xuân Diệu; kết thúc khóa học ông đạt kết quả đạt hạng ưu với bài văn "Biên cương ký sự" kể về Chiến dịch Hoàng Xu Phì đầu 1949. Ông được kết nạp vào Đảng Cộng sản Đông Dương tháng 10 cùng năm.

### Sáng tác âm nhạc - văn học
Thời gian trung đoàn của ông đóng quân ở Sapa đã ra mệnh lệnh các chiến sĩ phải thay đổi họ tên hết để giữ bí mật. Lê Quốc Toàn đổi tên là Lê Nguyên, còn Lê Văn Ngọ đổi thành Hoàng Vân, Trung đoàn của ông cũng đổi thành Trung đoàn 165 (Thành Đồng biên giới) vẫn thuộc Sư đoàn 312. Lê Nguyên góp phần lời cho một số tác phẩm âm cùng nhạc sĩ Hoàng Vân như "Hà Nội - Huế - Sài Gòn" và Trường ca "Bài thơ gửi Thái Nguyên".
Trong chiến dịch Hoà Bình năm 1950, ông sáng tác phần lời cho ca khúc "Dưới chân Ba Vì", cuối năm 1951 được điều làm phái viên tuyên huấn kiêm ký giả. Cuối năm 1953, ông tham gia chiến dịch Điện Biên Phủ, vì biết tiếng Pháp nên ông được Đại đoàn trưởng Lê Trọng Tấn và Chính ủy Trần Độ giao cho nhiệm vụ sang phỏng vấn tù binh Pháp tại đây. Lê Nguyên có ý định giải ngũ nhưng được Trần Độ giữ lại dạy học, sưu tập các hiện vật cuộc trận chiến. Cùng với hai họa sĩ Nguyễn Thụ và nhạc sĩ Huy Toàn, ông được giao phụ trách tờ báo "Anh Dũng" của Sư đoàn. Sau chiến dịch, ông trở về Hà Nội từ nơi đóng quân tại Bắc Ninh, cuối sách "Kể chuyện Điện Biên" do ông viết được xuất bản ngay trong dịp này, đây là một trong những cuốn sách đầu tiên viết về Điện Biên Phủ. Năm 1957, ông Lê Nguyên được điều phụ trách Văn công Việt Bắc. Năm 1958, Lê Nguyên tham gia tìm kiếm hiện vật tại chiến trường Điện Biên Phủ để xây dựng bảo tàng.
Năm 2004, hãng phim Phương Nam cho phát hành CD "Dù đi đâu xa" với những sang tác mà ông tâm đắc do các ca sĩ Mỹ Linh, Hồng Ngọc, Bảo Yến thể hiện. Ca khúc "Hà Nội - Huế - Sài Gòn" với phần lời Lê Nguyên viết năm 1960 từng được liệt sĩ, bác sĩ Đặng Thùy Trâm chép tay trong cuốn nhật ký của bà.

### Biên kịch phim
Năm 1960, ông được cử sang bổ sung cho Bộ Văn hóa và được cử đi học Khóa I, Khoa biên kịch phê bình phim Trường Điện ảnh Việt Nam năm 1962 và tốt nghiệp năm 1964. Sau khi tốt nghiệp, ông trở thành chuyên viên của Cục Điện ảnh thuộc Bộ Văn hóa.
Sau 1975, ông làm việc cho tòa soạn báo Văn Nghệ Quân Đội và biên tập phim truyện tại Xưởng phim Tổng hợp Thành phố Hồ Chí Minhvà phim tài liệu tại Xưởng phim Tài liệu Thời sự Trung ương. Lê Nguyên từng tham gia sản xuất một số bộ phim nổi tiếng như như Cánh đồng hoang, Vùng gió xoáy, Về nơi gió cát. Sau này, ông chuyển sang viết kịch bản phim hoạt hình nhưng phải bắt đầu dưới một cái tên khác, rồi gửi cho Cục Điện ảnh đến khi kịch bản được duyệt ông nhận đấy là kịch bản của mình.

## Đời tư

### Gia đình
Lê Nguyên kết hôn với bà Đỗ Phương Thảo, một thông dịch viên tiếng Trung Quốc, họ có con 3 người con, con cả là họa sĩ Lê Thiết Cương (sinh năm 1962), con gái Lê Thiều Hoa (sinh năm 1964) và con trai út Lê Việt Quang (sinh năm 1987).
Khoảng năm 1965, lúc Lê Thiết Cương lên 3 tuổi, bà Thảo đã bỏ nghề từ thông dịch chuyển sang học quay phim lớp do các chuyên gia Trung Quốc đào tạo. Tốt nghiệp, bà về làm tại Xưởng Phim truyện Việt Nam. Bà là nữ quay phim duy nhất của xưởng phim từng tham gia quay phim tài liệu về trận Điện Biên Phủ trên không và là quay phim chính của bộ phim Đến hẹn lại lên.

### Cuối đời
Lê Nguyên mất ngày 4 tháng 6 năm 2019, tại Thành phố Hồ Chí Minh.

## Giải thưởng

### Tôn vinh
Lê Nguyên hoạt động trong nhiều lĩnh vực, ông được tặng Huân chương Chiến thắng, Huân chương Chiến công, Huân chương Chiến sĩ vẻ vang, Huân chương Kháng chiến chống Mỹ và huy hiệu 50 năm tuổi Đảng, một số Bằng khen của Bộ Văn Hóa, của Bộ trưởng Bộ Quốc phòng cho chùm thơ 50 năm chiến thắng Điện Biên Phủ.

### Giải thưởng điện ảnh
| Năm  | Giải thưởng                       | Hạng mục                      | Kết quả      | Tác phẩm                     | Năm         |
| ---- | --------------------------------- | ----------------------------- | ------------ | ---------------------------- | ----------- |
|      |                                   | Vết thuyết minh phim tài liệu | Giải nhất    |                              | [ 1 ] [ 9 ] |
|      |                                   | Giải kịch bản xuất sắc        |              |                              | [ 1 ] [ 9 ] |
|      |                                   | Kịch bản phim hoạt hình       | Giải nhì     |                              | [ 1 ] [ 9 ] |
|      | Ủy ban bảo vệ hòa bình thế giới   |                               | Giải vàng    | Hãy chặn tay bọn giết người  | [ 1 ] [ 9 ] |
| 1973 | Liên hoan phim Việt Nam lần thứ 2 | Phim tài liệu                 | Bông sen bạc | Trai thôn Bạt, gái thôn Tòng | [ 13 ]      |
| 1983 | Liên hoan phim Việt Nam lần thứ 6 | Phim tài liệu                 | Bông sen bạc | Phường tôi (Mon Quartier)    | [ 1 ] [ 9 ] |

## Tác phẩm

### Kịch bản Phim tài liệu - phóng sự
| Năm  | Tác phẩm                     | Đạo diễn       | Chú thích |
| ---- | ---------------------------- | -------------- | --------- |
| 1961 | Trai thôn Bạt, gái thôn Tòng | Nguyễn Tư      | [ 1 ]     |
|      | Hạt lúa niềm tin             | Thái Dũng      | [ 1 ]     |
|      | Đêm qua và hôm nay           | Trần Bảo       | [ 1 ]     |
|      | Như cành chung gốc           | Phạm Trọng Quỳ | [ 1 ]     |
|      | Những người làm theo lời Bác | Xã Hội         | [ 1 ]     |
|      | Việt Nam! Việt Nam!          | Lương Đức      | [ 1 ]     |
| 1965 | Vào thăm đất Nghệ anh hùng   |                | [ 1 ]     |
| 1965 | Hãy chặn tay bọn giết người  |                | [ 1 ]     |
| 1965 | 10 cô gái Núi Nài            |                | [ 1 ]     |
| 1968 | Hà Tĩnh chống hạn đánh Mỹ    | Thái Dũng      | [ 1 ]     |
| 1971 | Lên thăm Cao Bằng            | Phạm Trọng Quỳ | [ 1 ]     |
| 1970 | Người con gái Mai Châu       | Thái Dũng      | [ 1 ]     |
| 1982 | Phường tôi (Mon Quartier)    | Hồ Quang Minh  | [ 1 ]     |
| 1987 | Chuyện tử tế                 | Trần Văn Thủy  | [ 1 ]     |
| 1983 | Hà Nội trong mắt ai          | Trần Văn Thủy  | [ 1 ]     |

### Kịch bản hoạt hình
| Năm  | Tác phẩm                | Đạo diễn    | Chú thích |
| ---- | ----------------------- | ----------- | --------- |
| 1980 | Chú diều cánh biếc      | Nguyễn Vi   | [ 1 ]     |
| 1980 | Dế Mèn phiêu lưu ký     | Trương Qua  | [ 1 ]     |
| 1983 | Câu hỏi bất ngờ         |             | [ 1 ]     |
| 1983 | Món quà quý nhất        | Thanh Lương | [ 1 ]     |
| 1986 | Chiếc áo nhà thông thái |             | [ 1 ]     |
| 1988 | Cánh buồm xanh          | Hồ Đắc Vũ   | [ 1 ]     |
|      | Kiến và ve sầu          |             | [ 1 ]     |
|      | Khi kẻ xa đàn           |             | [ 1 ]     |

### Văn chương, âm nhạc
- Biên cương ký sự (văn xuôi)
- Chiến sĩ Điện Biên kể chuyện (2009 - sách - đồng tác giả)[7]
- Thơ (1994 - tập thơ)
- 100 lẻ 1 bài thơ tình (2018 - tập thơ)
- tập thơ song ngữ Việt - Pháp (2016)[4]
- Tập thơ Điện ảnh (2012 - tập thơ)[14]
- Ca khúc: "Dưới chân Ba Vì" (1950 - Nhạc và lời: Lê Nguyên)
- Trường ca "Bài thơ gửi Thái Nguyên" (Lời: Lê Nguyên, nhạc: Hoàng Vân)
- Ca khúc: "Hà Nội - Huế - Sài Gòn" (Lời: Lê Nguyên, nhạc: Hoàng Vân)
- Dù đi đâu xa (2004 - album nhạc)[3]